# Перекрытия железных дорог шахтёрами в 1990-е годы
Перекрытия железных дорог шахтёрами в 1990-е годы (или «Рельсовая война») — массовое блокирование железнодорожных магистралей шахтёрами и населением угольных регионов в знак протеста против длительных невыплат заработной платы в 1998 году. Перекрытия проводились при сочувствии и поддержке большинства населения России, несмотря на создаваемые трудности. Также протестующие выдвигали политические требования — отставка президента Бориса Ельцина и его правительства.

## Причины
В течение зимы — весны 1998 года шахтёры требовали от властей и работодателей выплатить долги по зарплате, предупредив, что иначе они перекроют дороги. Никакой реакции федеральных властей не последовало. В Москве на Горбатом мосту шахтёры проводили многомесячный пикет в условиях информационной блокады со стороны проправительственных СМИ, телеканал ОРТ не упоминал пикет, словно его не было.
Инициаторами пикета были жители Воркуты, где задержки выплат составляли 7 месяцев. Один из протестующих рассказал: «Нет денег на самое необходимое. <…> Приходится просить денег у родителей-пенсионеров, которым мы сами должны помогать. А у них пенсия известно какая. Стыдно. <…> Сын мне как-то говорит: Что, папа, помирать будем? <…> В одной семье сын-школьник повесился, оставил записку: „Мне надоело слушать ваши с мамой ссоры из-за денег…“ В другой семье сам отец не выдержал — обвязал себя взрывчаткой. У нас трое покончили с собой. Мы — рабы, скоты. Раба и то хозяин кормит. Так больше жить нельзя!».
В докладе о соблюдении прав человека Московской хельсинкской группы говорилось: «Возмущение беззаконными задержками заработков, невозможность терпеть наглое продолжение невыплат довели массовое настроение в угольных регионах до такого накала, когда люди, стремясь к законным, признанным обществом целям и ценностям, готовы использовать для их достижения незаконные, разрушительные средства».

## Блокирование
В мае 1998 года протестующие на две-три недели перекрыли несколько ключевых магистралей. Шахтёры Инты заблокировали движение в регионе угледобычи в Республике Коми. В Кузбассе шахтёры Анжеро-Судженска и Междуреченска, а также машиностроители Юрги, заблокировали магистраль, соединяющую Сибирь и Дальний Восток, лишив также Томскую область выхода к железнодорожной сети. В Ростовской области шахтёры города Шахты заблокировали дорогу, связывающую Центр с Югом России и Кавказом.
Протестующие в Кузбассе пропускали только местные электрички, поезда стратегической важности и с гуманитарной помощью для шахтёров. Полностью прекратилась перевозка пассажиров и грузов на Дальний Восток и обратно. 20 мая в Кемеровской области была объявлена чрезвычайная ситуация. Часть поездов сначала шла через Южносибирский ход (Абакан-Междуреченск-Полосухино-Барнаул).
В мае в Кузбасс прибыла комиссия во главе с заместителем председателя правительства О. Сысуевым. Из федерального бюджета начали поступать деньги. Правительство обещало до 1 июля 1998 года погасить долги работникам и пенсионерам Кемеровской области. 23 мая протестующие освободили дорогу у Междуреченска, движение по югу области возобновилось. 24 мая снята блокада главного хода Транссибирской магистрали в Анжеро-Судженске и Юрге. В течение июня правительство России не выполнило большинство обещаний, и в начале июля блокирование дорог возобновилось. 19 июля заместитель председателя правительства О. Сысуев вновь прибыл в регион с финансированием в 730 млн рублей. В этот же день блокада железнодорожных магистралей в Кузбассе прекратилась.
По мнению социолога Леонида Гордона, перекрытия дорог «подвели страну к порогу крушения социального порядка». «Рельсовая война» стала одним из факторов сокращения невыплат заработной платы в России в последующие годы.